# Ligne de Saint-Roch à Darnétal-Bifurcation
La ligne de Saint-Roch à Darnétal-Bifurcation est une ligne de chemin de fer française, à écartement standard et à double voie électrifiée, qui relie le quartier Saint-Roch, faisant partie de la ville d'Amiens, à Darnétal, commune de l'agglomération de Rouen.

## Histoire

### Chronologie
- 11 juin 1859, concession d'une ligne de Rouen à Amiens partagée entre les Cie du Nord  et de l'Ouest[1]
- 27 décembre 1862, décret d'utilité publique du tracé choisi[1].
- 18 avril 1867, ouverture de l'exploitation de la ligne et de son embranchement[2]

### Origine de la ligne
Après que l'État eut décidé d'associer la Compagnie des chemins de fer de l'Ouest créée en 1855, et celle du Nord dans la construction d'une ligne de Rouen à Amiens reliant leurs réseaux respectifs, le montage économique et juridique de l'opération a eu lieu dans des conditions complexes. Ses principes directeurs sont prévus par un premier décret impérial du 26 juin 1857, approuvant une convention du 21 du même mois passée entre le ministre de l'agriculture, du commerce et des travaux publics et la Compagnie des chemins de fer du Nord, qui concède à celle-ci les deux tiers de la ligne, en la chargeant toutefois de la totalité de sa construction et de son exploitation. Un deuxième décret, du 11 juin 1859, approuve la convention passéeentre le même ministre et la Compagnie de l'Ouest, concédant à celle-ci le tiers restant. Les deux concessionnaires doivent se partager les dépenses et les recettes au prorata de leur part dans la concession.

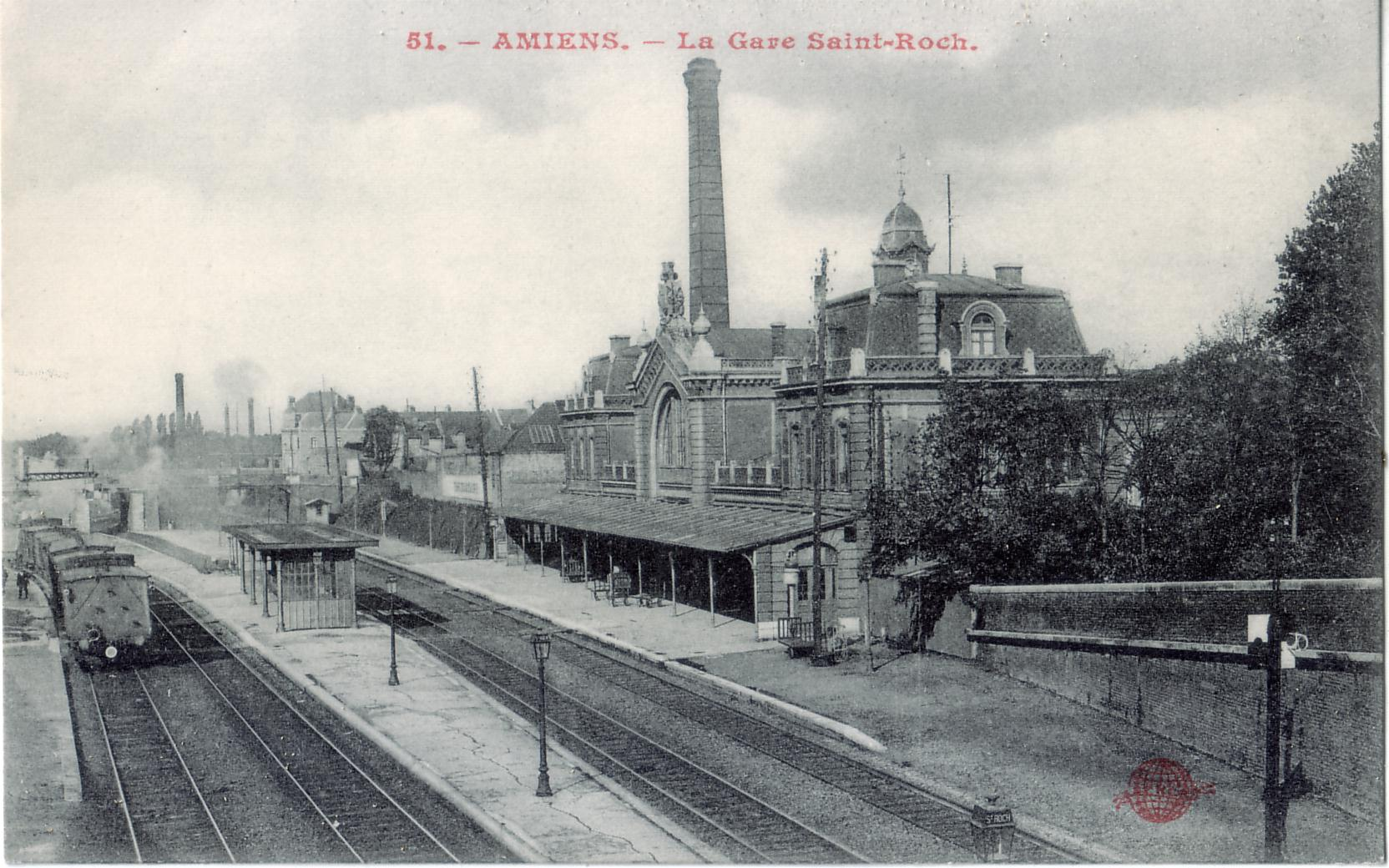
La gare de Saint-Roch, vers 1900.

Le choix du tracé provoque de nouvelles négociations entre l'administration et les compagnies, auxquelles se joignent non seulement les grandes villes de Rouen, Amiens et Le Havre, mais aussi d'autres communes, selon qu'elles sont ou non desservies par les variantes projetées. Deux décrets impériaux des 11 et 16 août 1862 déclarent l'utilité publique de la ligne et fixent une partie de son tracé,. Il est mis fin à la phase de concertation par le décret impérial du 27 décembre 1862 qui prévoit une branche principale de 115 km augmentée d'une antenne vers la ligne Rouen-Dieppe, s'y embranchant «en un point à déterminer par l'administration entre les stations de Clères et de Saint-Victor». Par un traité du même jour, les compagnies du Nord et de l'Ouest s'accordent sur les conditions d'exploitation de la ligne. La convention prévoit qu'à Rouen, la gare terminus de la ligne, située dans le quartier Martainville ne sera pas en communication avec la ligne Paris-le Havre, sauf s'il est «reconnu par les deux compagnies que ce raccordement est nécessaire et peut être exécuté sans danger pour la sécurité de l'exploitation de la ligne principale».
Le profil facile permet un avancement rapide des chantiers. Dès août 1866, des notables parmi lesquels figurent le préfet de Seine-Inférieure et le maire de Rouen visitent la ligne de Rouen à Gaillefontaine dans un wagon découvert, et un train d'essais effectue la totalité du parcours en novembre. Néanmoins des mouvements de terrains provoqués par l'automne pluvieux devront être stabilisés, rendant nécessaires de nouveaux travaux. Ce retard du chantier principal permet la réalisation rapide de l'embranchement, qui est donc visité également par la circulation du contrôle officiel le 22 mars 1867. Reconnue conforme aux prescriptions la ligne est ouverte à l'exploitation le 18 avril 1867 pour des trains de voyageurs et le 26 avril pour ceux de marchandises.
Très vite, les inconvénients de la situation isolée de la gare de Martainville seront unanimement dénoncés, et après de multiples démarches, un projet de loi sera déposé en août 1875 afin de faire déclarer d'utilité publique un raccordement avec la ligne Paris-Le Havre, opération autorisée par la loi du 31 décembre 1875. Dix ans plus tard, les voies du port de Rouen-Rive-Droite seront concédées à la compagnie du Nord depuis sa gare de Martainville. La compagnie de l'Ouest sera associée aux opérations aux mêmes conditions que pour la ligne principale, en application d'une convention homologuée par décret du 17 mars 1888.

## Caractéristiques

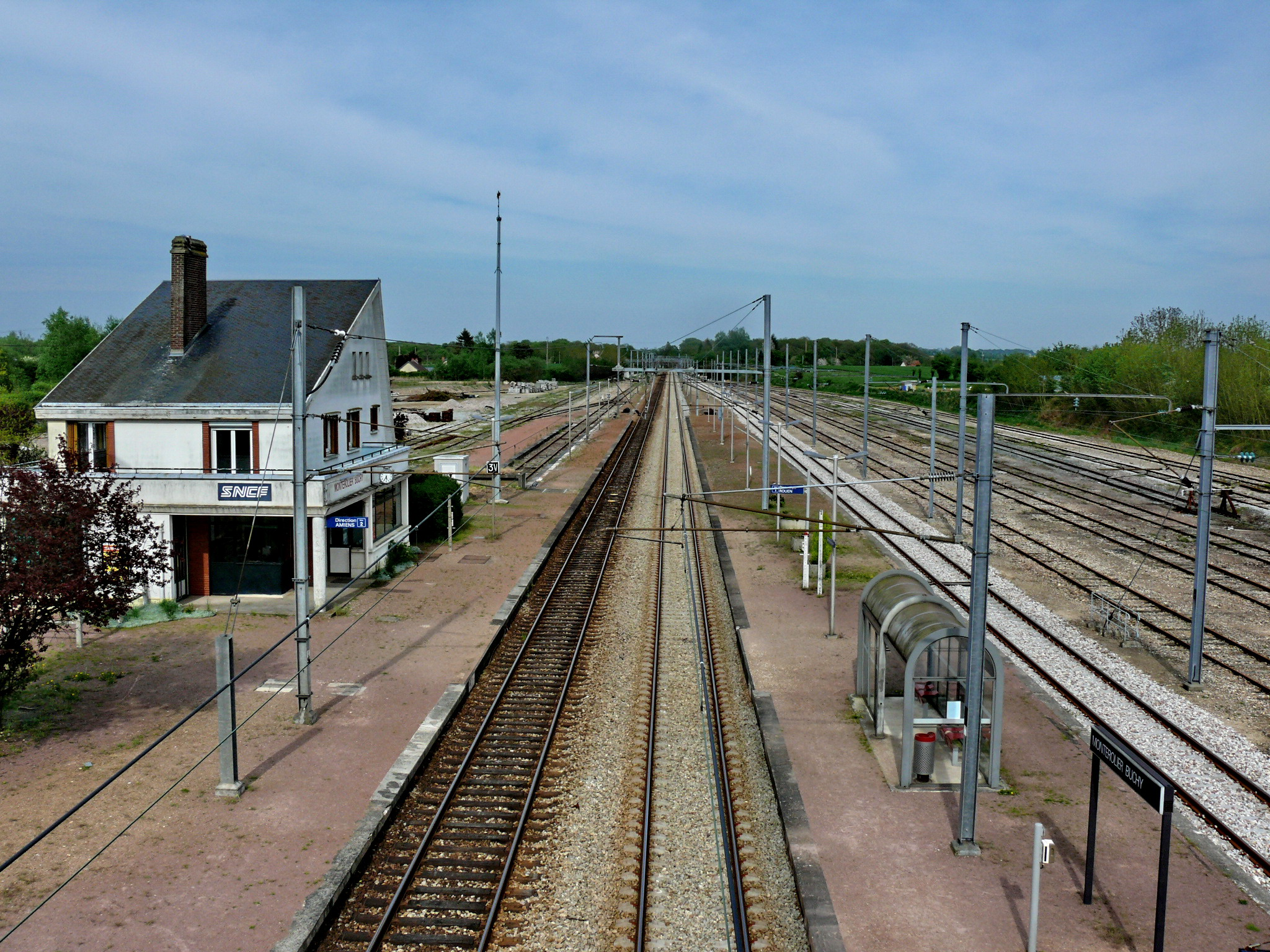
La ligne en gare de Montérolier-Buchy.

### Tracé
Joignant par l'intérieur deux villes riveraines de fleuves se jetant dans la Manche,  cette ligne de 119 kilomètres a un profil relativement irrégulier. En effet, à son départ de Rouen, sur 25 kilomètres, une longue rampe de 10 ‰ jusqu'à la gare de Morgny, puis de 5‰ jusqu'à la gare de Montérolier-Buchy lui est nécessaire pour accéder au plateau calcaire de plus de 200 mètres d'altitude constituant la bordure ouest de la boutonnière du pays de Bray. Ensuite, culminant à 228 mètres entre Gaillefontaine et Formerie, elle chemine entre les vallonnements engendrés par les ruisseaux et rivières des bassins versants de la Seine et de la Somme,  et son tracé, bien que ne dépassant pas les 6 ‰ de pente, est jalonné de plusieurs ouvrages d'art, dont les tunnels de Sommery et de Famechon, et le viaduc de Poix-de-Picardie.
Les deux gares intermédiaires de Serqueux et d'Abancourt, jadis très fréquentées puisque lieux de croisement avec les radiales Paris-Dieppe  pour la première, et Paris-Le Tréport pour la seconde, ont aujourd'hui perdu beaucoup de leur importance. En effet, de Serqueux à Arques-la-Bataille les voies de la ligne de Dieppe ont été déposées et remplacées par une « Avenue verte ». Quant à  la ligne vers Le Tréport,  sa desserte réduite et peu attrayante n'engendre plus qu'un trafic modeste, malgré les gros travaux de rénovation réalisés à Abancourt.

### Équipement
Depuis le  27 août 1984, la ligne, à double voie sur toute sa longueur, est électrifiée en 25 kV-50 Hz monophasé. Elle est équipée  du block automatique à permissivité restreinte (BAPR), du contrôle de vitesse par balises (KVB) et d'une liaison radio sol-train sans transmission de données.

### Vitesses limites
Vitesses limites de la ligne en 2014 pour les AGC, autorails et automotrices en sens impair (certaines catégories de trains, comme les trains de marchandises, possèdent des limites plus faibles) :

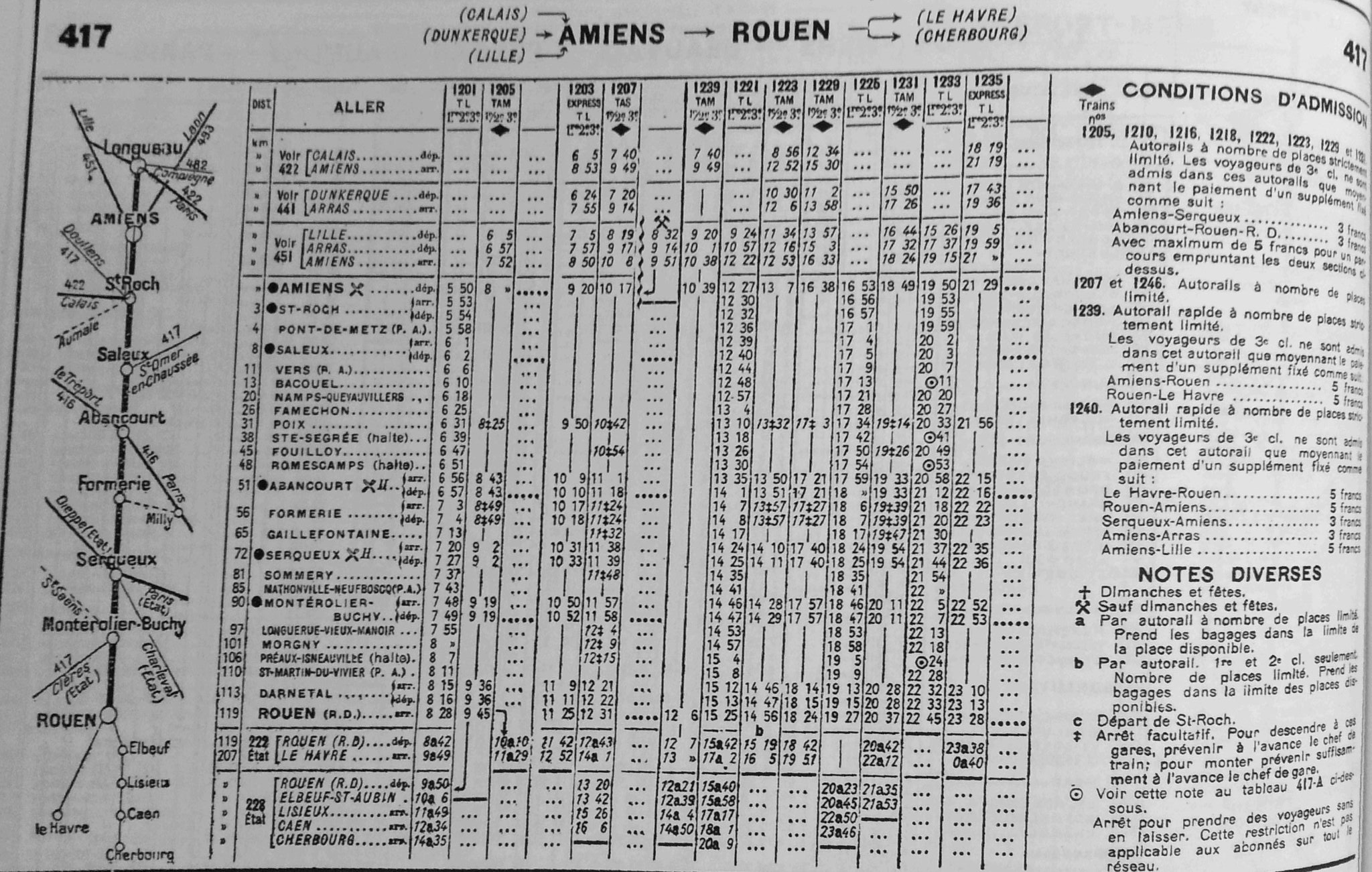
Horaire de la ligne au service d'hiver de 1936.

| De                     | À                      | Limite |
| ---------------------- | ---------------------- | ------ |
| Amiens Voyageurs       | Saint-Roch Voyageurs   | 90     |
| Saint-Roch Voyageurs   | Serqueux Voyageurs     | 140    |
| Serqueux Voyageurs     | Saint-Martin-du-Vivier | 130    |
| Saint-Martin-du-Vivier | Darnétal               | 120    |
| Darnétal               | Rouen-Rive-Droite      | 110    |

## Exploitation
L'une des particularités de cette ligne est que, compte tenu de la vocation industrielle des deux régions qu'elle relie et de la présence de l'ensemble portuaire Rouen – Le Havre, le trafic de fret y est bien plus développé que celui des voyageurs. En effet, déjà en 1992-1993, cette transversale assurait un transit quotidien de 8 000 tonnes de marchandises, dont 60 % dans le sens Amiens – Rouen. La modernisation de la ligne directe de Montérolier-Buchy à Motteville (effectuée en 2008), puis l'électrification de Gisors à Serqueux associée au rétablissement du raccordement direct vers l'ouest évitant les rebroussements à Serqueux (opérations réalisées en 2021), lui a d'ailleurs ouvert de nouvelles perspectives de progression.
En revanche, le trafic de passagers est dans l'ensemble faible : en 1992-1993, seuls 1 000 voyageurs par jour empruntaient cette ligne, généralement pour un court trajet vers les gares terminales. Bien que le chiffre soit passé à 1 915/jour vingt ans plus tard, il témoigne d'un désintérêt s'expliquant notamment par le faible niveau de l'offre sur le parcours Lille – Rouen, d'une durée de 2 h 40, avec une vitesse commerciale inférieure à 100 km/h.

## Galerie de photographies

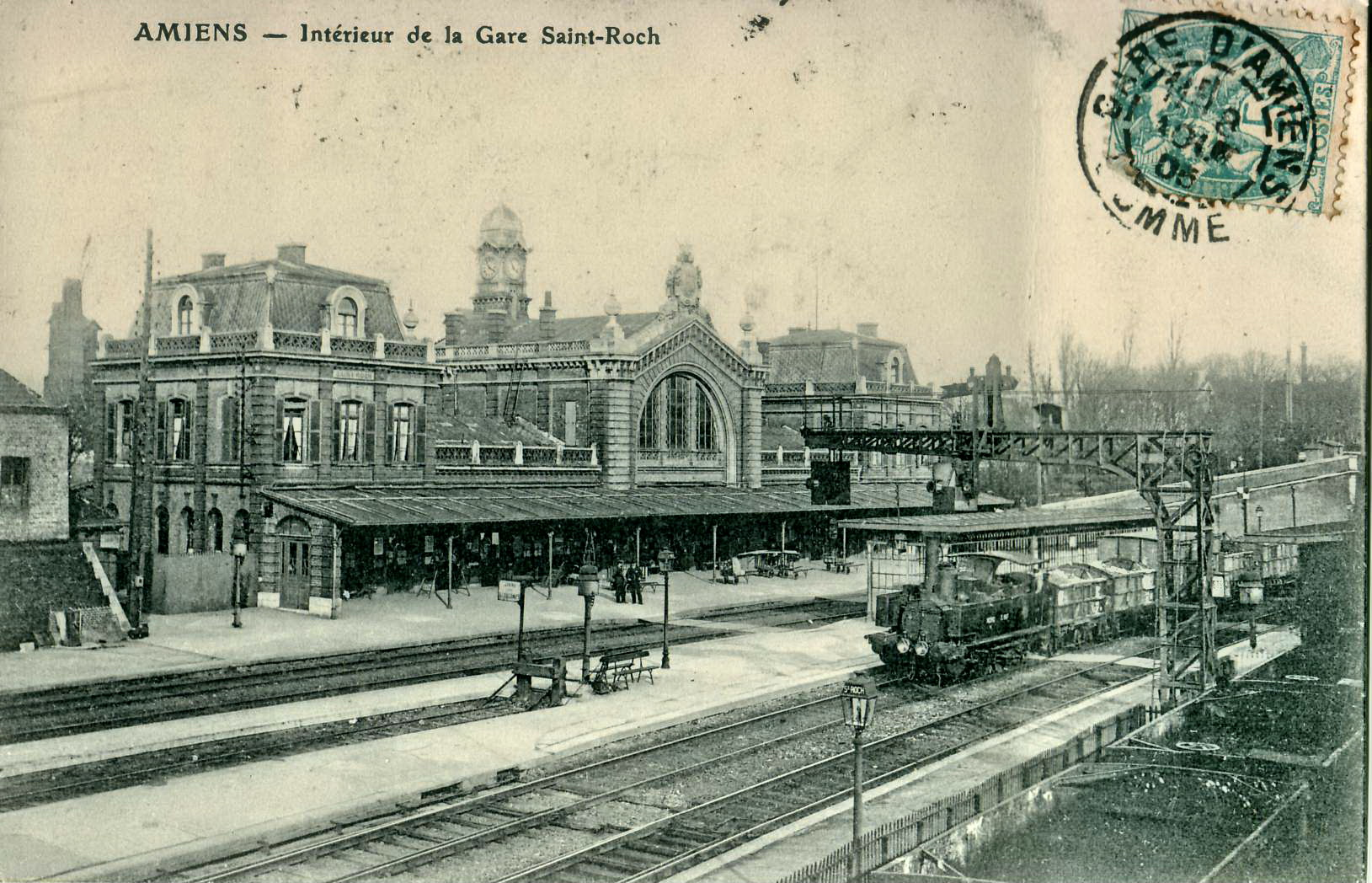
Les voies de la gare de Saint-Roch au début du XXe siècle ; les deux voies de la ligne Amiens – Rouen sont au premier plan.
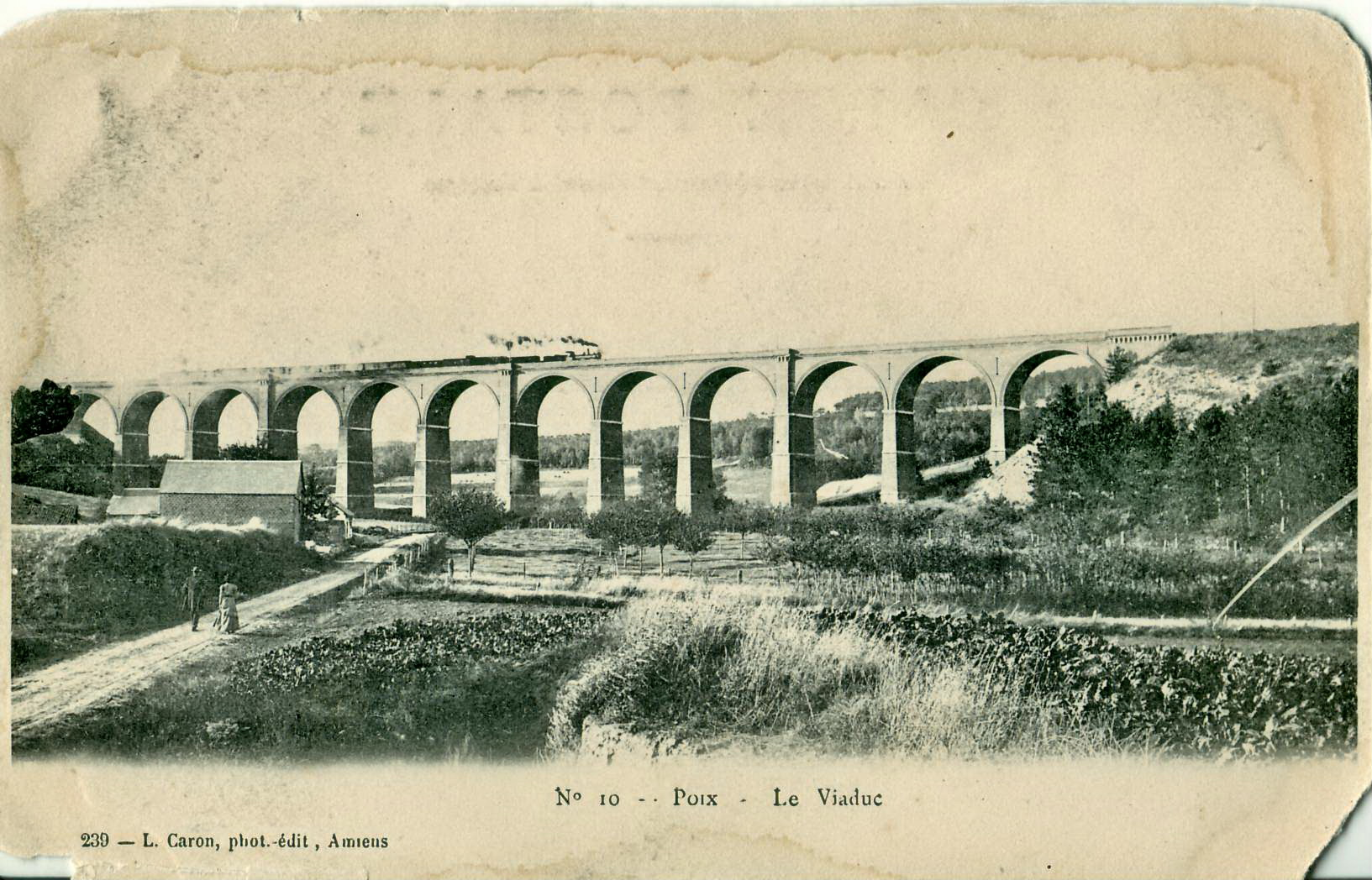
Le viaduc de la Faye (appelé aussi Viaduc de Poix-de-Picardie)[23], l'un des principaux ouvrages d'art de la ligne, vu au début du XXe siècle.
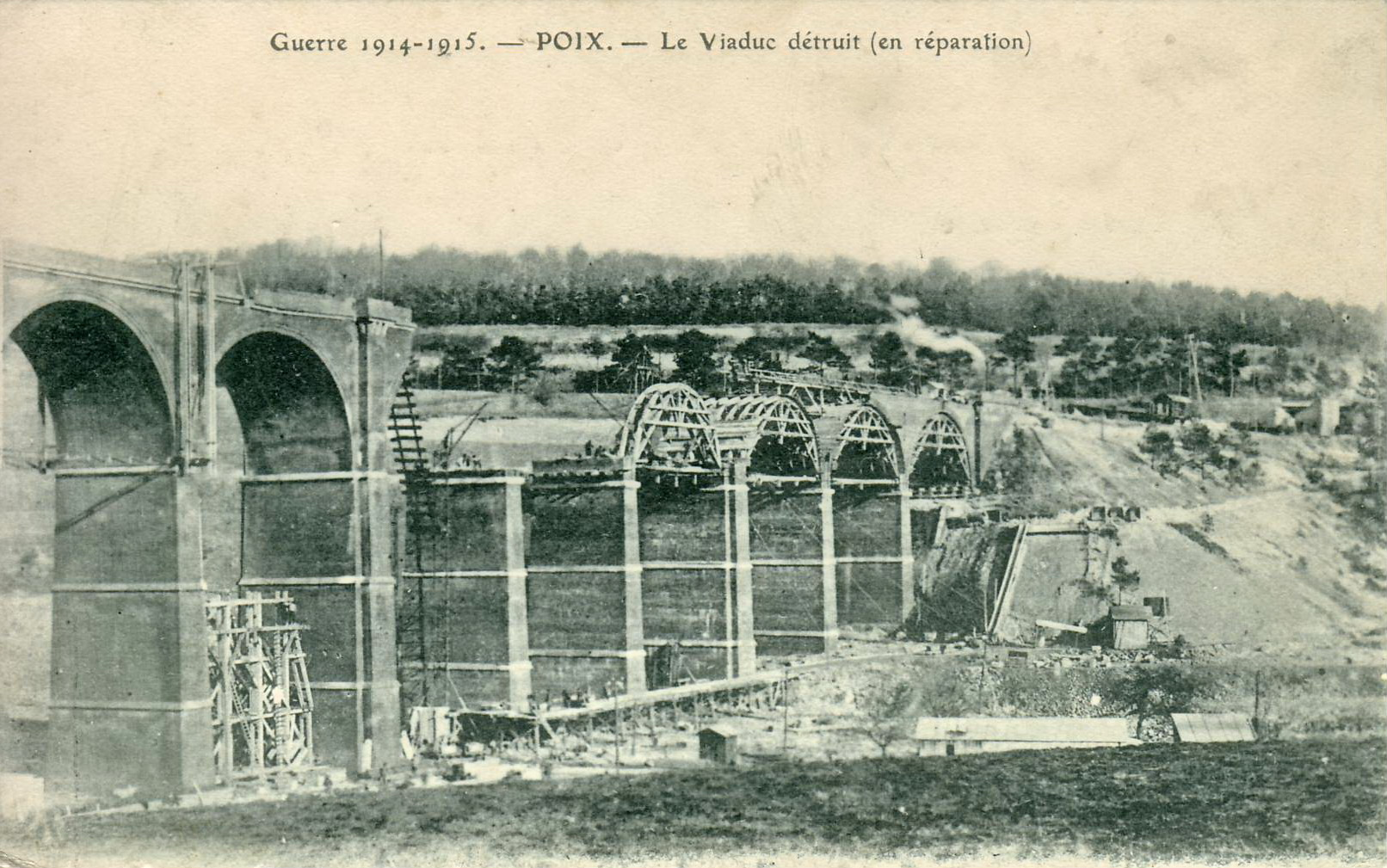
Le même viaduc de la Faye a été une cible lors des deux guerres mondiales. Ici, l'une des destructions de la Première Guerre mondiale.
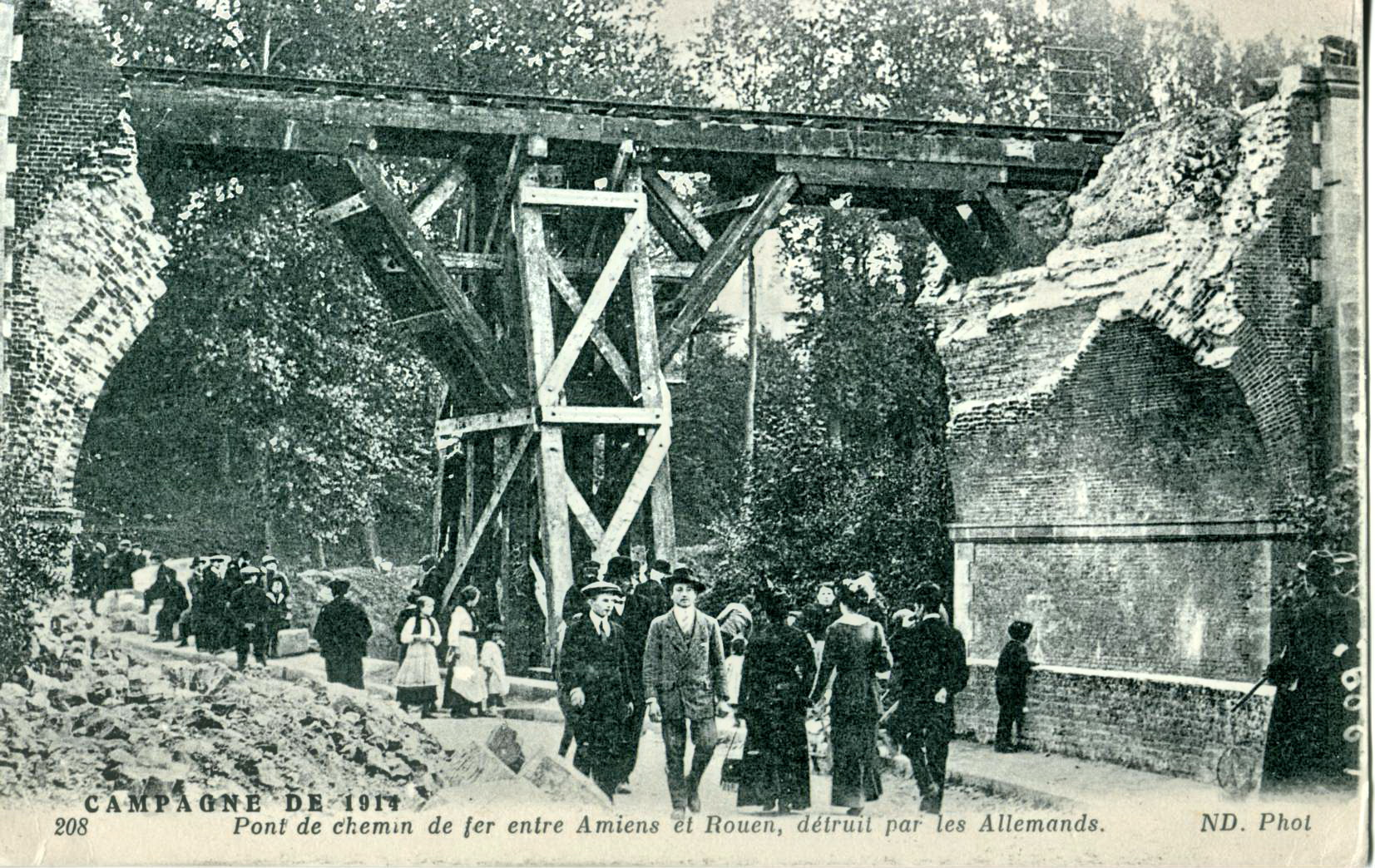
Un autre ouvrage de la ligne détruit pendant les combats de 1914.
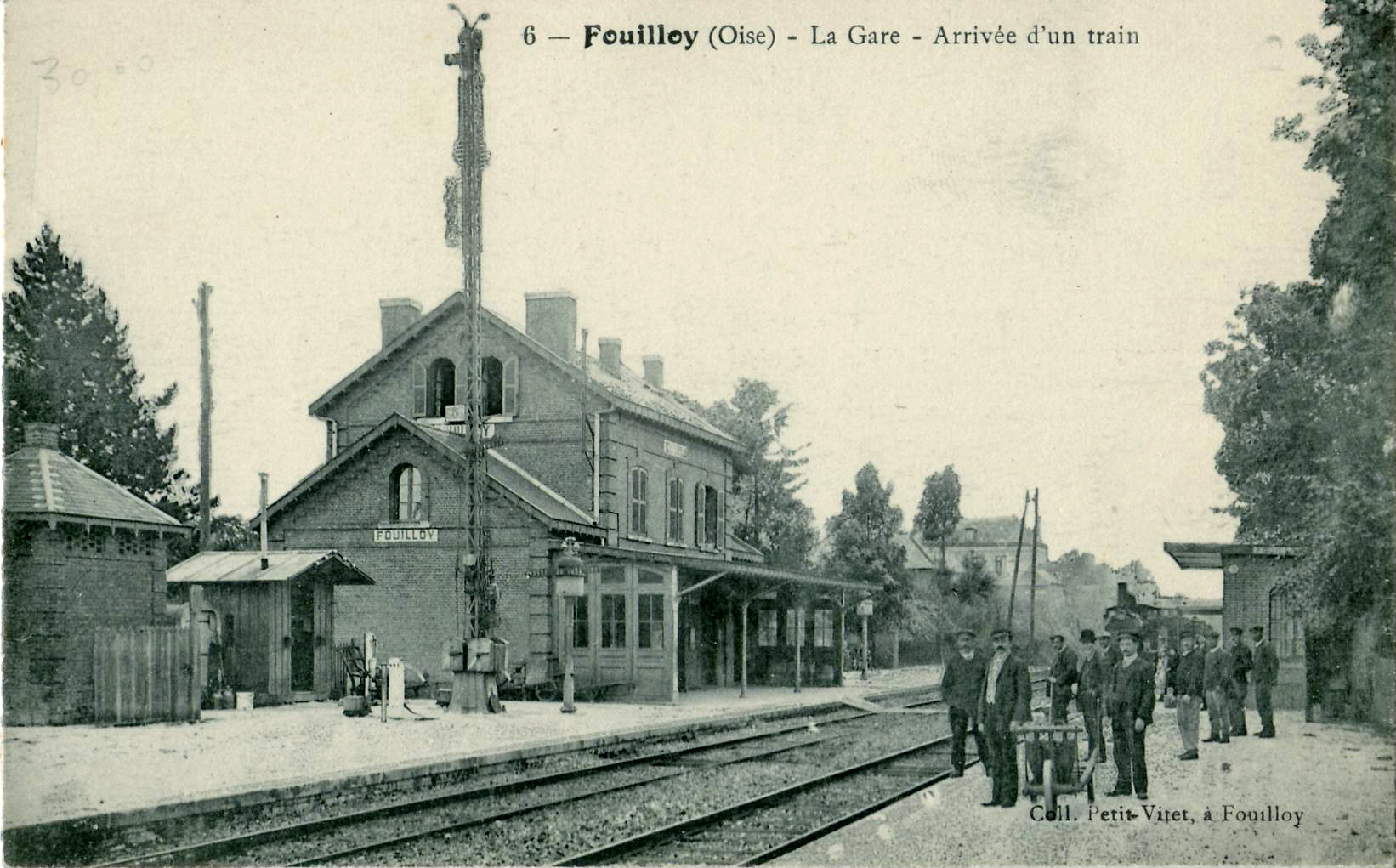
La gare de Fouilloy, au tout début du XXe siècle, avec sa signalisation par électrosémaphore Lartigue.
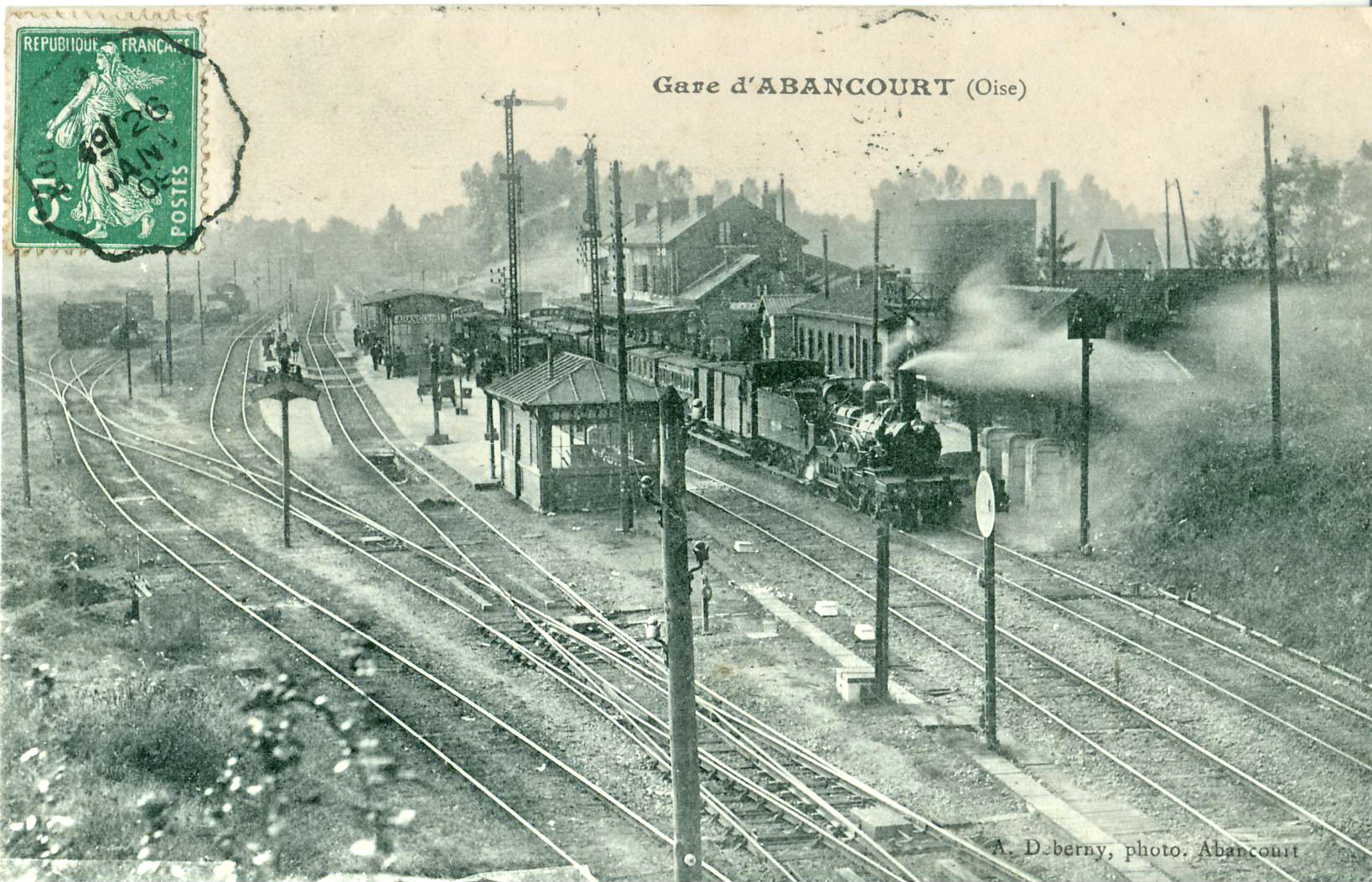
La gare d'Abancourt au début du XXe siècle. La photo est vue dans le sens d'Amiens vers Rouen. Les deux voies de droite sont celles d'Amiens – Rouen, les deux voies à quai centrales sont celles de la ligne Paris-Nord – Le Tréport-Mers.
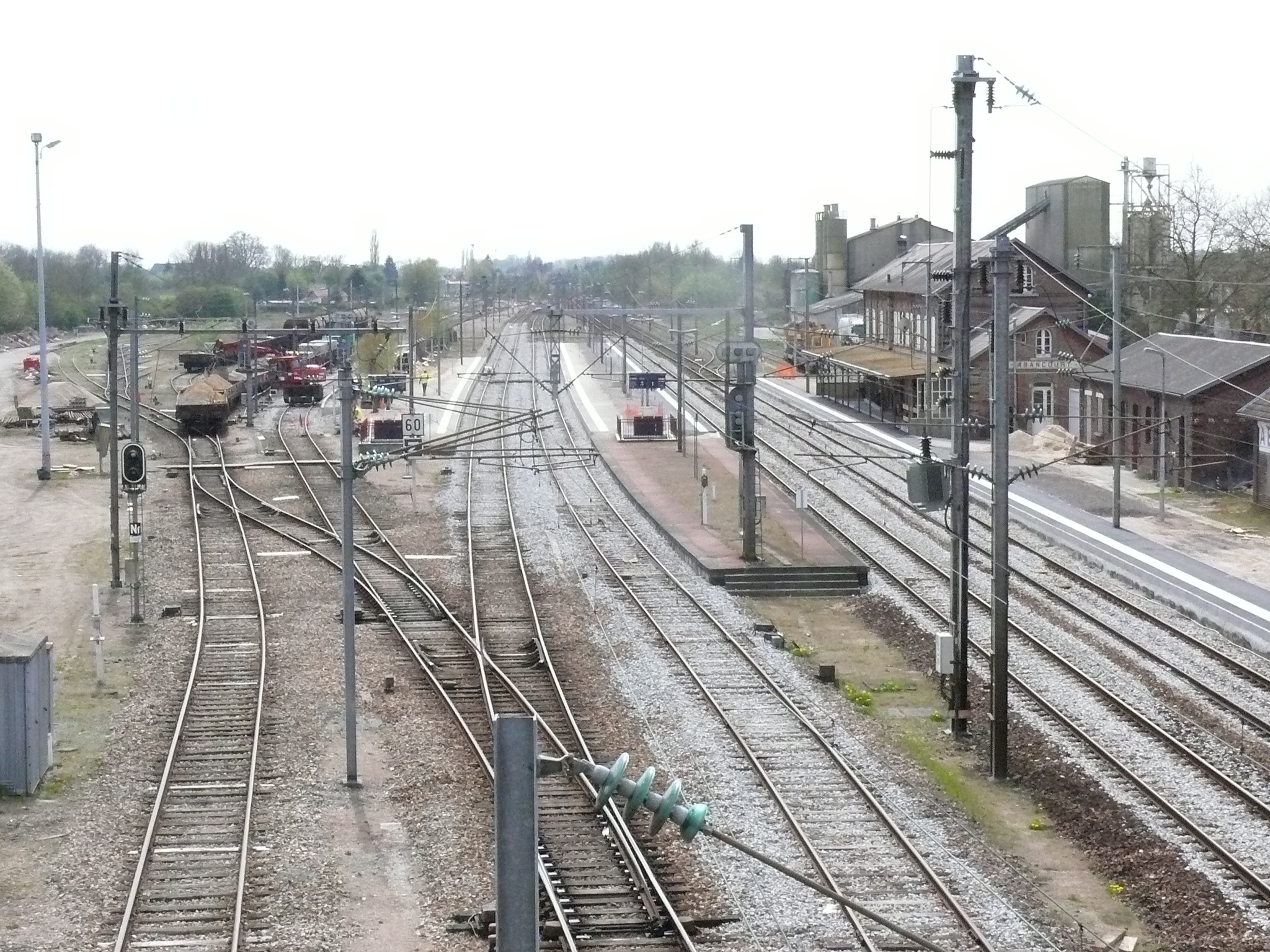
La gare d'Abancourt en 2008.
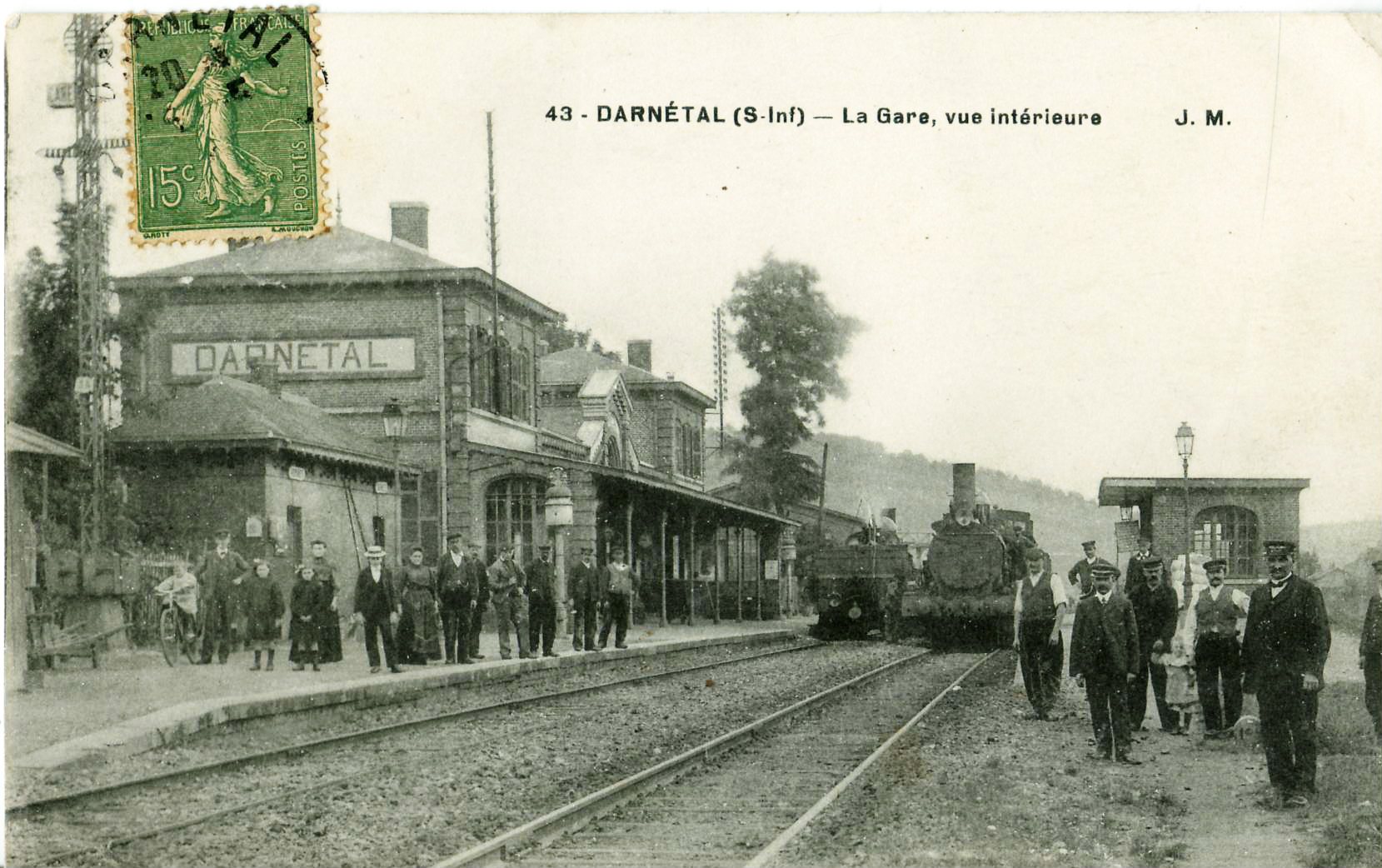
L'ancienne gare de Darnétal.
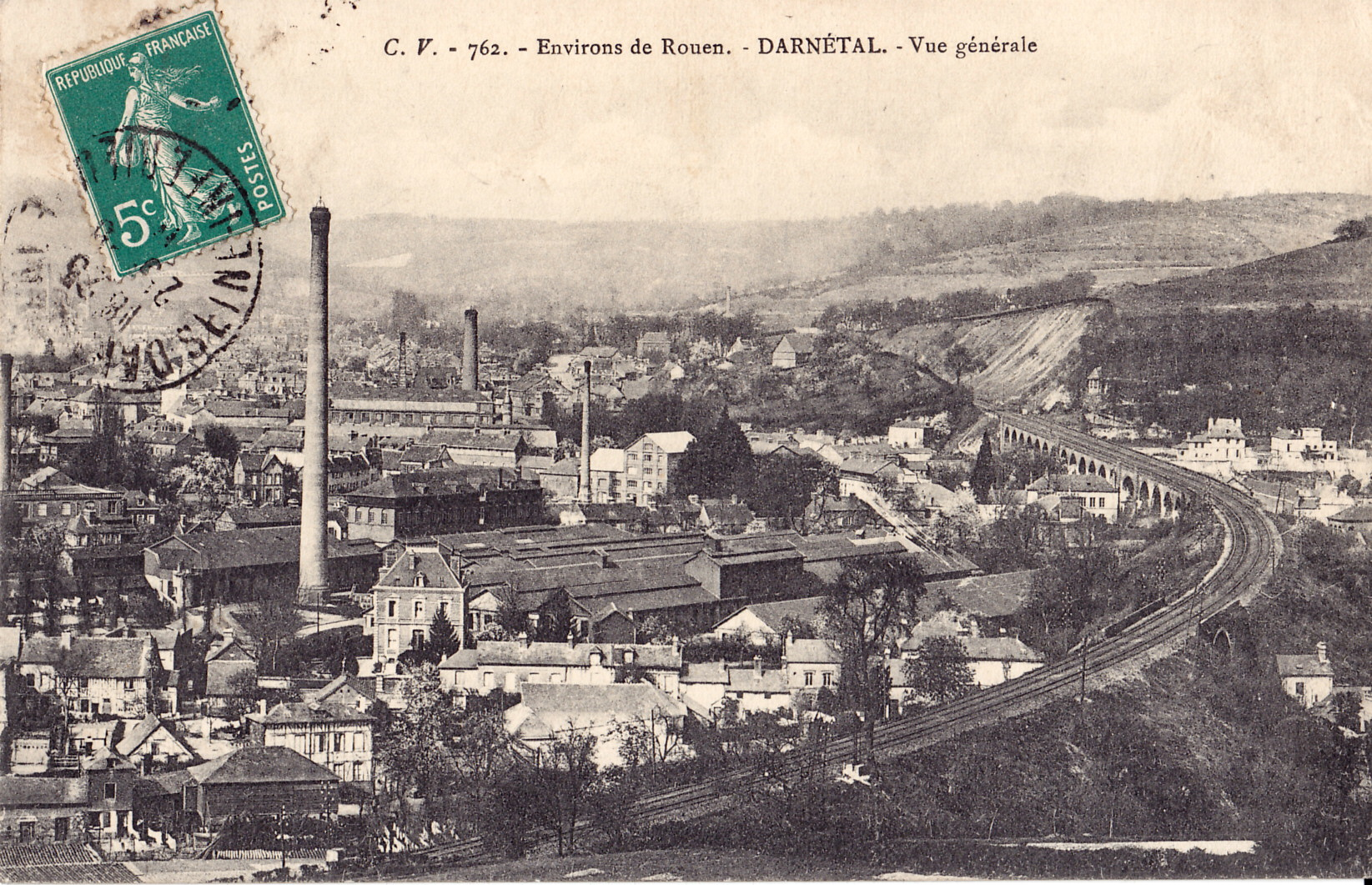
Vue générale sur Darnétal et son viaduc.
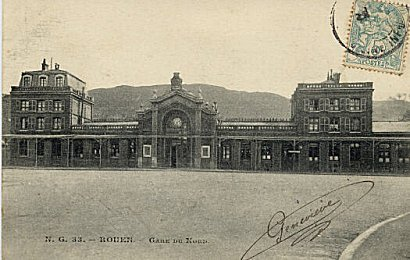
La gare de Rouen-Martainville (ou Rouen-Nord) était la tête normande de la ligne. Le trafic est désormais assuré par la gare de Rouen-Rive-Droite, via les raccordements de Darnétal.
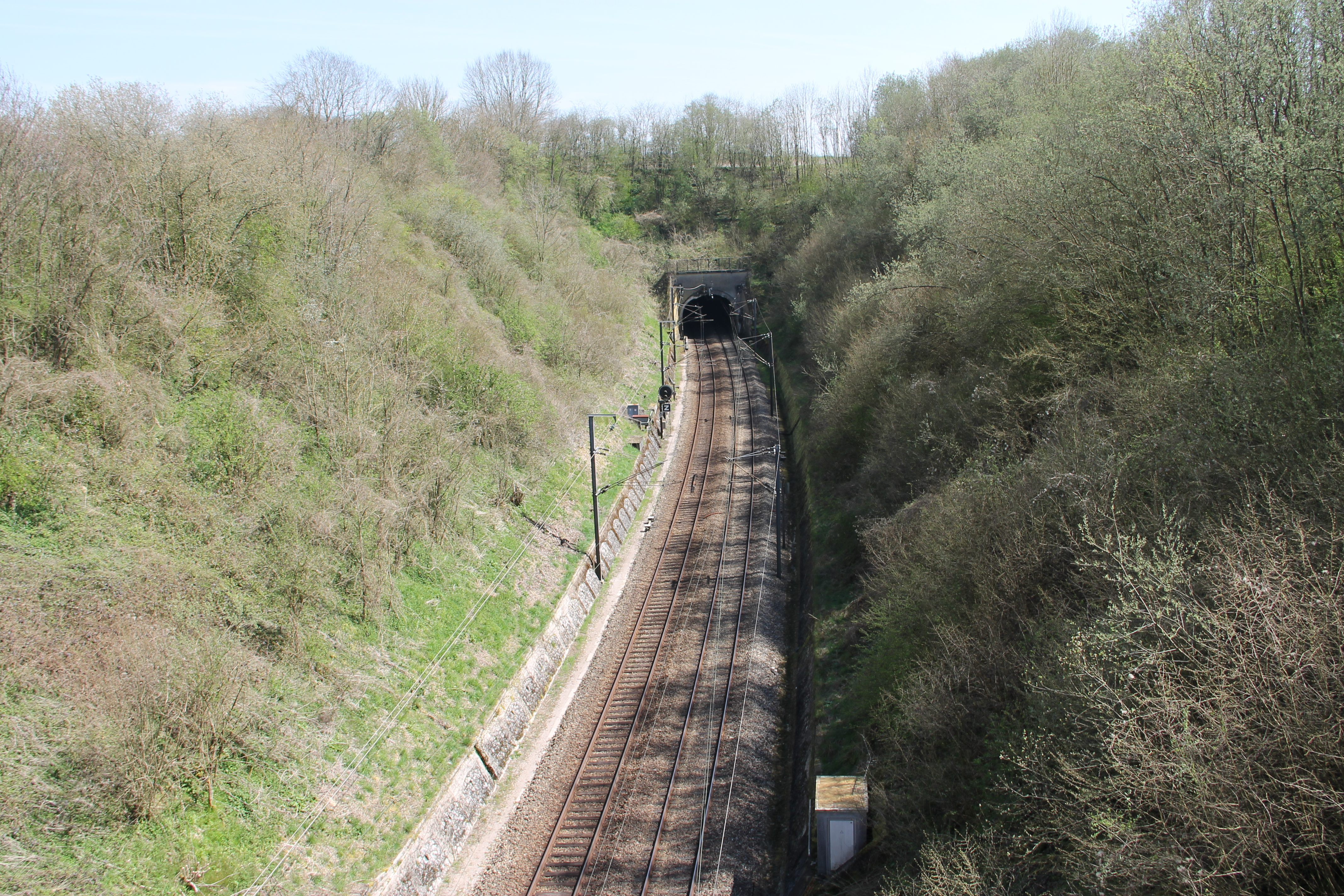
Portail ouest du tunnel de Sommery en avril 2016.
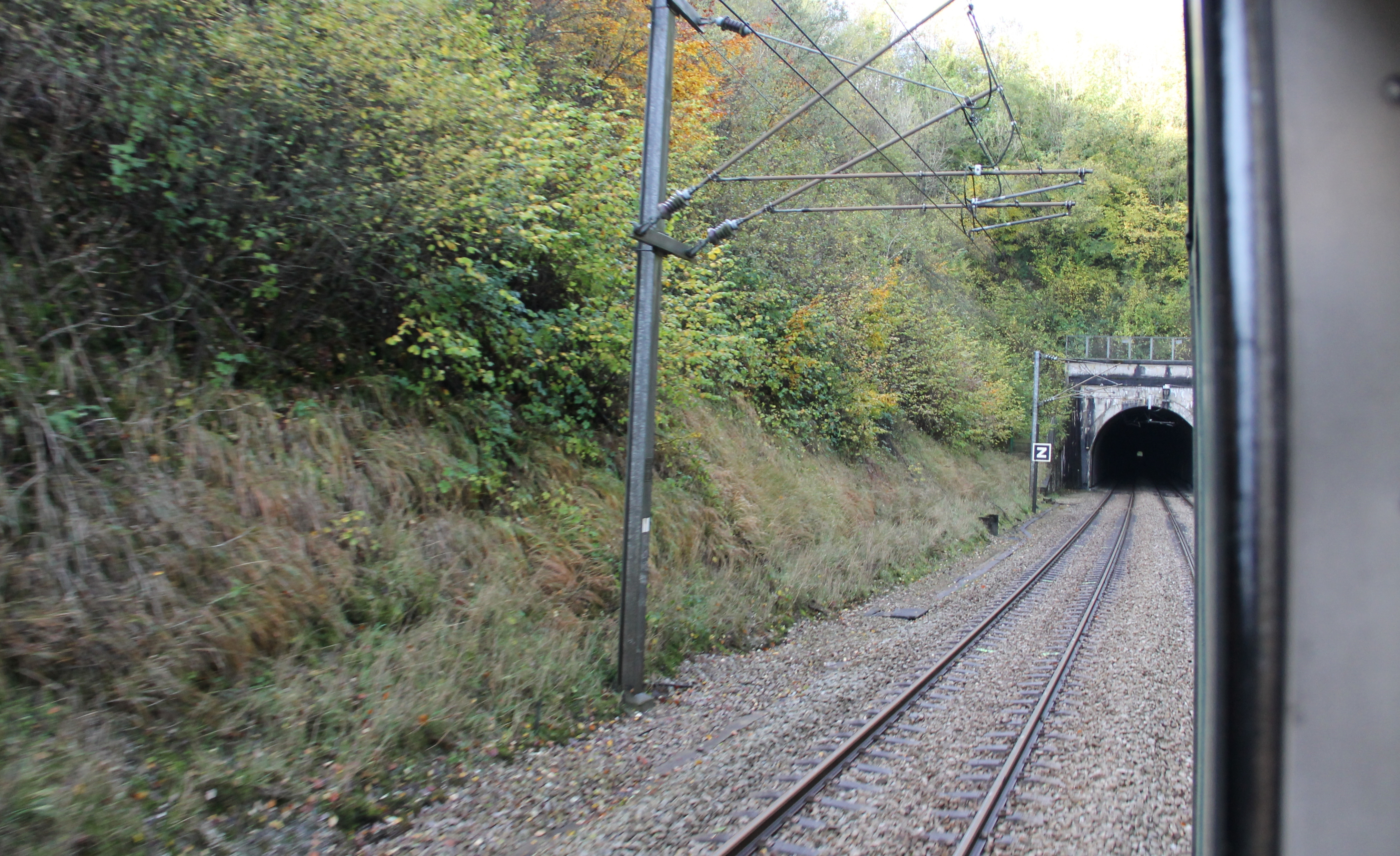
Portail Est du tunnel de Sommery vu d'un train en 2013.